# Loipersdorf-Kitzladen
Loipersdorf-Kitzladen é um município da Áustria localizado no distrito de Oberwart, no estado de Burgenland.